# Калиниха (Саратовская область)
Калиниха — хутор в Балаковском районе Саратовской области в составе сельского поселения Быково-Отрогское муниципальное образование.

## География
Находится на расстоянии примерно 10 километров по прямой на запад от города Балаково. Как населенный пункт хутор не существует, фактически представляет собой урочище, в котором расположены детские летние лагеря.

## Население
Постоянное население составляло не было учтено как в 2002 году ,  так и в 2010.